# Źródła Rajecznicy
Źródła Rajecznicy este o arie protejată (sit de importanță comunitară — SCI) din Polonia întinsă pe o suprafață de 194,27 ha, integral pe uscat.

## Localizare
Centrul sitului Źródła Rajecznicy este situat la coordonatele 50°35′10″N 19°43′46″E / 50.5862°N 19.7294°E.

## Înființare
Situl Źródła Rajecznicy a fost declarat sit de importanță comunitară în octombrie 2009 pentru a proteja 1 specie de plante și 1 specie de animale.

## Biodiversitate
Situată în ecoregiunea continentală, aria protejată conține 2 habitate naturale: Pajiști cu Molinia pe soluri calcaroase, turboase sau argilos-nămoloase (Molinion caeruleae), Păduri aluvionare cu Alnus glutinosa și Fraxinus excelsior (Alno-Padion, Alnion incanae, Salicion albae).
La baza desemnării sitului se află mai multe specii protejate:
- plante (1): Cochlearia polonica
- mamifere (1): castor (Castor fiber)